# Vital Voices
Vital Voices Global Partnership es una organización internacional estadounidense, 501 (c) (3), no gubernamental, sin fines de lucro que trabaja con mujeres líderes en las áreas de empoderamiento económico, participación política de las mujeres y derechos humanos. La organización tiene su sede en Washington D. C..

## Historia
Vital Voices Global Partnership, una organización sin fines de lucro, surgió de la Iniciativa de Democracia Vital Voices del gobierno de EE. La Iniciativa por la Democracia Vital Voices fue establecida en 1997 por la primera dama de los Estados Unidos, Hillary Rodham Clinton y la Secretaria de Estado de los Estados Unidos, Madeleine Albright, luego de la Cuarta Conferencia Mundial sobre la Mujer de las Naciones Unidas en Beijing para promover el progreso de la mujer como un objetivo de la política exterior de Estados Unidos. La primera conferencia de Vital Voices Democracy Initiative se celebró en 1997 en Viena y fue organizada por el embajador de Estados Unidos en Austria, Swanee Hunt.
La Iniciativa por la Democracia Vital Voices condujo a la creación de Vital Voices Global Partnership como organización no gubernamental (ONG) sin fines de lucro en marzo de 1999.
La ex asistente de Hillary Clinton y jefa de personal, Melanne Verveer, es cofundadora de la asociación global y presidenta emérita de su junta. Otras cofundadoras fueron Alyse Nelson (actual presidenta de Vital Voices Global Partnership), Donna McLarty, Mary Yerrick y Theresa Loar. Loar fue la presidenta fundadora de Vital Voices Global Partnership y también se desempeñó como directora de la Iniciativa por la Democracia Vital Voices en el Departamento de Estado de los Estados Unidos, Coordinadora principal de Asuntos Internacionales de las Mujeres en el Departamento de Estado de los Estados Unidos y Directora del Consejo Interagencial de Mujeres de la Presidencia.
Además de Clinton, las presidentas honorarias incluyen a las senadoras actuales y anteriores Kay Bailey Hutchison y Nancy Kassebaum Baker.
Los fondos provienen de diversas fuentes, incluidas donaciones individuales; patrocinadores corporativos como ExxonMobil, Standard Chartered Bank y Bank of America; fundaciones como la Fundación Avon para Mujeres y Humanity United, y los esfuerzos de la Iniciativa Global Clinton.
En 2002, la primera dama Laura Bush le pidió a Vital Voices que impulsara el esfuerzo de suministrar uniformes escolares a las muchas niñas que regresaban a la escuela por primera vez tras el derrocamiento de los talibanes en Afganistán dirigido por Estados Unidos.

## Misión y programas

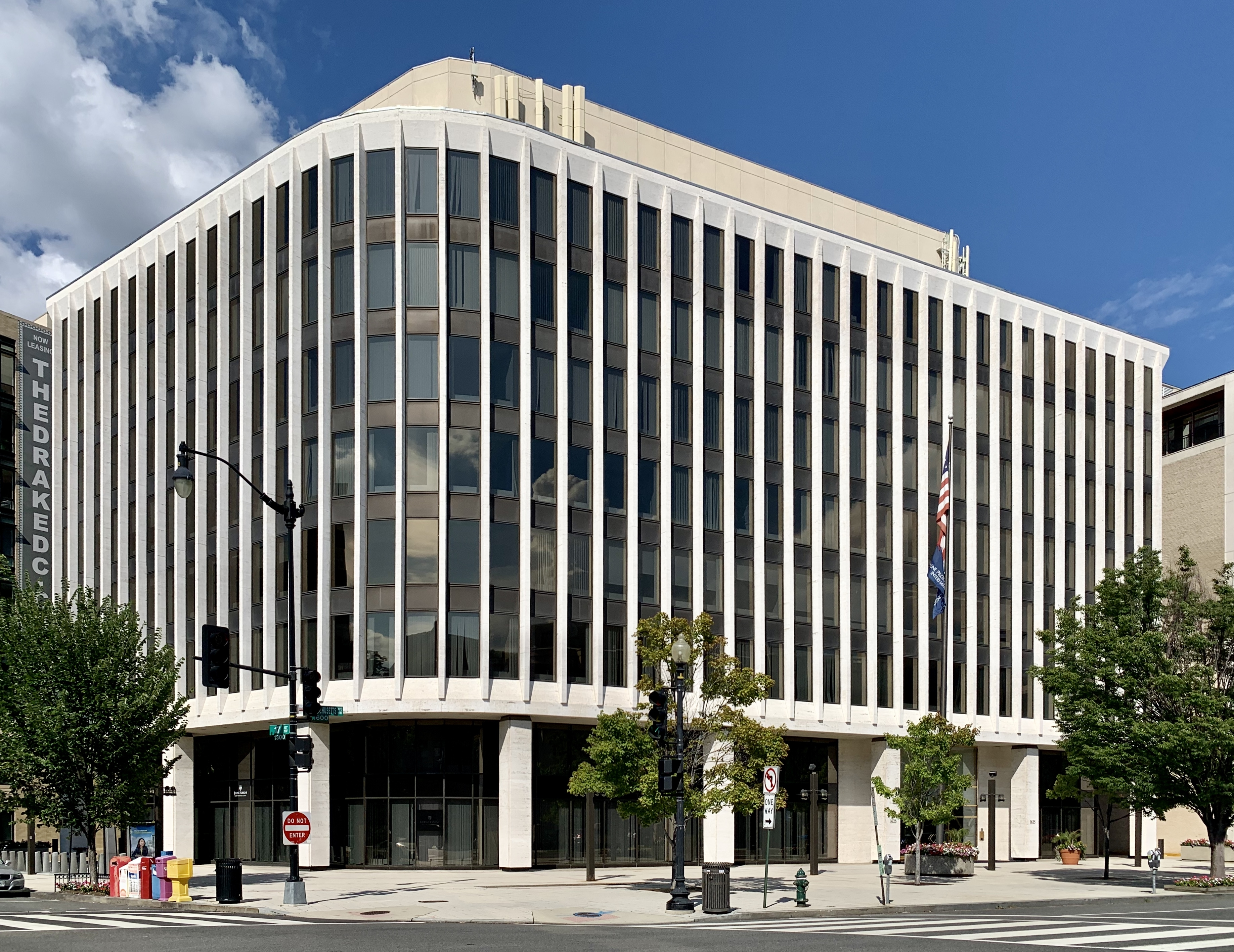
Oficinas de Vital Voices en Washington D. C.

El sitio web de Vital Voices declara que su misión es "identificar, invertir y dar visibilidad a mujeres extraordinarias en todo el mundo al liberar su potencial de liderazgo para transformar vidas y acelerar la paz y la prosperidad en sus comunidades".
Vital Voices trabaja en África, Asia, Eurasia, América Latina y el Caribe y Medio Oriente y África del Norte, centrándose en los sectores empresarial, político y de la sociedad civil. La organización realiza periódicamente foros internacionales, talleres de creación de capacidad y seminarios de formación para mujeres.
El programa de derechos humanos de Vital Voices se centra actualmente en combatir la trata de personas y otras formas de violencia contra mujeres y niñas.

## Premios de liderazgo global
Vital Voices organiza los premios anuales de liderazgo global, que honran a las mujeres líderes que trabajan en las áreas de derechos humanos, empoderamiento económico o reforma política. La ceremonia de 2009 fue descrita como el "Evento más inspirador" de ese año en Washington D. C., en un artículo de la Revista Washington Life .